# Джаред Хаса
Джаред Хаса (фр. Jared Khasa; нар. 4 листопада 1997, Кіншаса, ДР Конго) — французький футболіст конголезького походження.

## Клубна кар'єра
Вихованець академії французького «Гавра». У січні 2016 року перейшов до швейцарського «Сьйона». Проте одразу ж був переведений до резервної команди, у футболці якої дебютував 5 березня 2016 року в програному (0:1) поєдинку 18-го туру Промоушн ліги (третього дивізіону швейцарського чемпіонату) проти «Туггена», в якому на 53-й хвилині замінив Ніколу Мілошевича. До завершення вище вказаного сезону провів сім матчів за другу команду «Сьйона», відзначився одним голом. Після двох зіграних матчів за «Сьйон II» у першій половині наступного сезону 2016/17 років приєднався до клубу четвертого дивізіону «Фрібур». До січня 2017 року провів п'ять матчів у Першому дивізіоні (відзначився одним голом). Потім повернувся до резервної команди «Сьйона» і до кінця сезону зіграв ще 12 матчів у Промоушн лізі (один гол). У сезоні 2017/18 років провів 21 матч (відзначився одним голом), а в сезоні 2018/19 років зіграв 17 разів у третій найвищій лізі Швейцарії (три голи). Також дебютував за першу команду у Суперлізі, вищому дивізіоні чемпіонату Швейцарії, 21 жовтня 2018 року вийшов у стартовому складі в нічийному (0:0) матчі 11-го туру проти «Грассгоппера» (Цюріх). До завершення сезону провів шість матчів у Суперлізі. У сезоні 2019/20 років зіграв один матч за другу команду у Промоушн лізі, 13 разів за першу команду Суперліги та чотири поєдинки у Кубку Швейцарії (один гол), у якому «Сьйон» вибув у півфіналі від майбутнього переможця турніру «Янг Бойз». У сезоні 2020/21 років став основним гравцем «Сьйона» і до завершення сезону провів 26 матчів у Суперлізі, відзначився трьома голами. Також провів по одному поєдинку в Кубку Швейцарії та за резервну команду у Промоушн лізі. Допоміг «Сьйону» уникнути пониження в класі за підсумками плей-оф, в якому команда обіграла «Тун» за сумою двох матчів з рахунком 6:4, і таким чином залишилися у вищому дивізіоні. У першій половині наступного сезону він використовувався в лише резервній команді, а 12 січня 2022 року відданий в оренду клубу французького другого дивізіону «По» до завершення сезону 2021/22 років. За період оренди провів 11 матчів у чемпіонаті.
15 липня 2022 року було офіційно оформлено його перехід до АЕЛа, з яким підписав контракт до 2024 року з можливістю продовження ще на один рік. 28 серпня дебютував за нову команду у програному (1:2) поєдинку чемпіонату проти «Аріса» (Лімасол), в якому вийшов у стартовому складі та відіграв усі 90 хвилин. У сезоні 2022/23 років зіграв 29 матчів у чемпіонаті, в яких відзначився 1-м голом та 5-ма результативними передачами. По завершенні сезону 2022/23 років вільним агентом залишив клуб.
14 серпня 2023 року підписав контракт однорічний контракт (з можливістю продовження ще на 1 рік) з представником ізраїльської Прем'єр-ліги «Маккабі» (Петах-Тіква).
Наприкцінці лютого 2024 року у ЗМІ з'явилася інформація про можливий перехід Джареда Хаси до «Карпат». 11 березня 2024 року успішно пройшов медогляд у львівському клубі, а вже наступного дня підписав з клубом контракт, розрахований до 30 червня 2025 року. У футболці «Карпат» дебютував 23 березня 2024 року в переможному (2:1) домашньому поєдинку 1-го туру чемпіонської групи Першої ліги України проти СК «Полтава». Джаред вийшов на поле в стартовому складі, а на 46-й хвилині його замінив Євген Підлепенець.

## Стиль гри
На дитячо-юнацькому рівні виступав на позиції нападника. На дорослому рівні грає здебільшого на позиції правого півзахисника, але за потреби може зіграти й лівого півзахисника.

## Особисте життя
Народився в Кіншасі в родині конголезців.

## Статистика виступів

### Клубна
Станом на 26 січня 2023 року
| Сезон             | Команда           | Чемпіонат         | Чемпіонат | Чемпіонат | Нац. кубок | Нац. кубок | Нац. кубок | Конт. кубок | Конт. кубок | Конт. кубок | Інші кубки | Інші кубки | Інші кубки | Загалом | Загалом | Загалом |
| Сезон             | Команда           | Змаг.             | Матчі     | Голи      | Змаг.      | Матчі      | Голи       | Змаг.       | Матчі       | Голи        | Змаг.      | Матчі      | Голи       | Матчі   | Голи    |         |
| ----------------- | ----------------- | ----------------- | --------- | --------- | ---------- | ---------- | ---------- | ----------- | ----------- | ----------- | ---------- | ---------- | ---------- | ------- | ------- | ------- |
| 2014-2015         | «Гавр Б»          | АЧФ2              | 3         | 1         |            | -          | -          |             | -           | -           |            | -          | -          | 3       | 1       |         |
| 2018-2019         | «Сьйон»           | СЛШ               | 6         | 0         | КШ         | 0          | 0          |             | -           | -           |            | -          | -          | 6       | 0       |         |
| 2019-2020         | «Сьйон»           | СЛШ               | 13        | 0         | КШ         | 3          | 0          |             | -           | -           |            | -          | -          | 16      | 0       |         |
| 2020-2021         | «Сьйон»           | СЛШ               | 26        | 3         | КШ         | 1          | 0          |             | -           | -           |            | -          | -          | 27      | 3       |         |
| Заалом за «Сьйон» | Заалом за «Сьйон» | Заалом за «Сьйон» | 45        | 4         |            | 4          | 0          |             | -           | -           |            | -          | -          | 49      | 4       |         |
| 2021-2022         | «По»              | Л2                | 11        | 0         | КФ         | 0          | 0          | -           | -           | -           | -          | -          | -          | 11      | 0       |         |
| 2022-2023         | АЕЛ (Лімасол)     | A                 | 15        | 1         | КК         | 1          | 0          | -           | -           | -           | -          | -          | -          | 16      | 1       |         |
| Усього за кар'єру | Усього за кар'єру | Усього за кар'єру | 74        | 5         |            | 5          | 0          |             | -           | -           |            | -          | -          | 79      | 5       |         |

## Титули і досягнення
- Володар Кубка Бангладешу (1):

«Башундхара Кінгс»: 2024-25